# Alonso Sánchez Coello
Alonso Sánchez Coello (Benifairó de los Valles, Valencia, c. 1531-Madrid, 8 de agosto de 1588) fue un pintor renacentista español, nombrado pintor de cámara de Felipe II.

## Biografía
Vivió desde los diez años en Portugal y su formación como artista comenzó en Lisboa, como protegido por el rey Juan III. Marchó después a Flandes, donde estudió con Antonio Moro. En 1552 trabajó como pintor de la familia real en la capital portuguesa y en 1555 estaba de regreso en España, donde se convirtió en el retratista de la familia real y de su entorno más cercano, como la Infanta Juana y, a partir de 1559, de la corte de Felipe II.
Su hija, Isabel Sánchez Coello, pupila suya, fue una importante retratista.

## Estilo
Era admirador de Tiziano, como él, experto en retratos y figuras sencillas, y de un detallismo propio de Velázquez. Entre su obra, se encuentran diversas escenas religiosas para la iglesia y los nobles de la corte, aunque su fama la debe a los retratos, todos ellos de la familia real o su entorno cercano. Son retratos de gran sencillez en los que refleja sin artificio a los personajes, casi siempre situados ante un fondo neutro (verbi gratia, un cortinaje de color oscuro) que acentúa los colores y calidades de los ropajes. Sánchez Coello no siguió en sus obras la tradición prevaleciente en los gustos españoles de entonces, sino que combinó influencias de las escuelas manierista y romanista.

## Obras

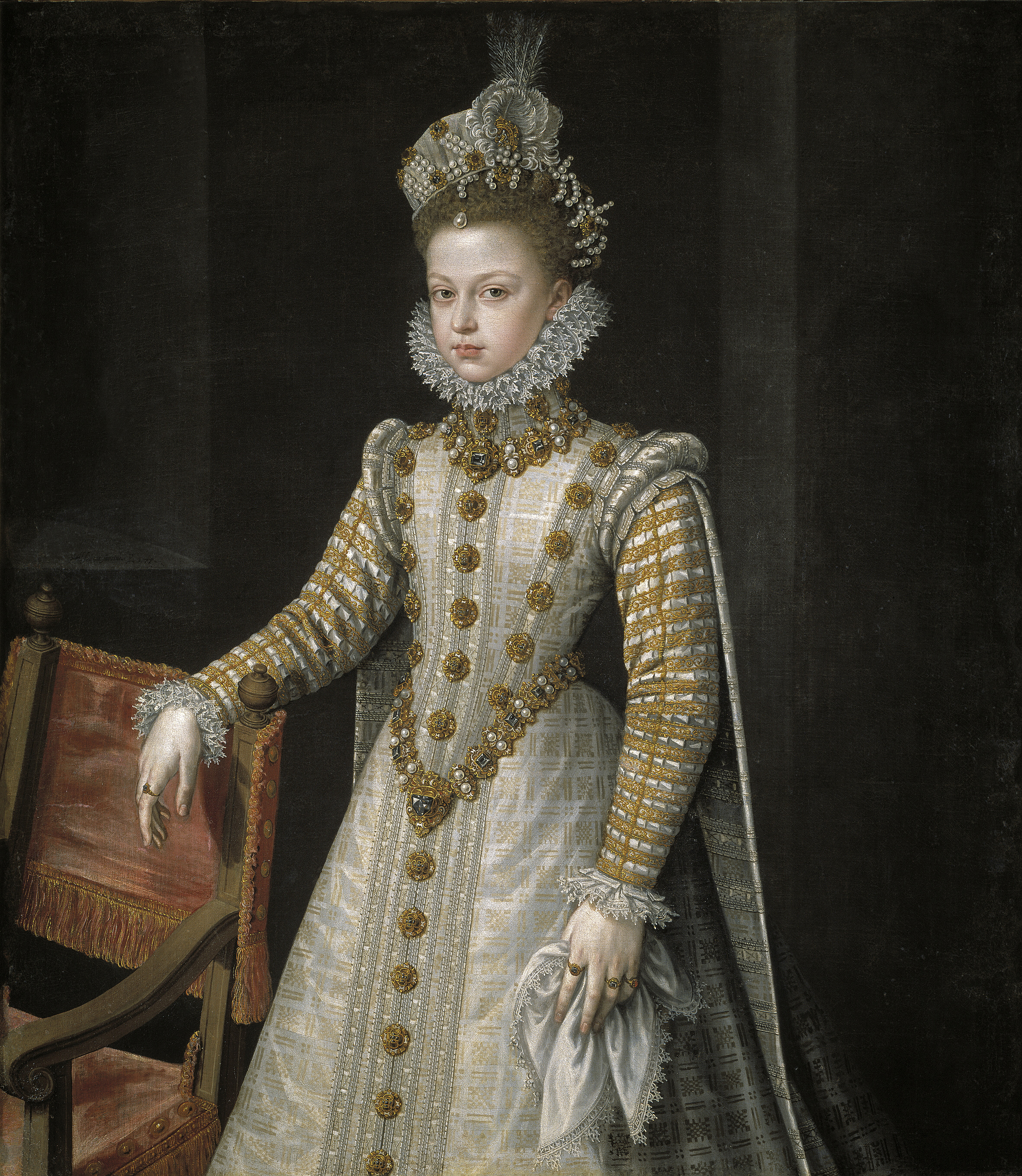
Retrato de la infanta Isabel Clara Eugenia, 1579, Museo del Prado.

- Felipe II, c. 1557, Kunsthistorisches Museum, Viena, Austria.
- Retrato de doña Juana de Austria, princesa de Portugal, c. 1557, Museo de Bellas Artes de Bilbao.
- El príncipe Don Carlos, c. 1557, Museo del Prado, Madrid.
- Don Juan de Austria, c. 1560, Museo Soumaya, Ciudad de México.
- Isabel de Valois, reina de España, 1560. Kunsthistorisches Museum de Viena.
- Alejandro Farnesio, 1561, Museo Meadows, Dallas, EE. UU.; un catálogo del año 2000 lo atribuía a Antonio Moro.
- Retrato del obispo Gallo c. 1565, Museo de la Catedral de Orihuela.
- El archiduque Rodolfo de Austria, 1567, Colecciones Reales de Hampton Court, Reino Unido.
- Las infantas Isabel Clara Eugenia y Catalina Micaela, c. 1568, Monasterio de las Descalzas Reales, Madrid.
- La dama del abanico, c. 1570-1573, Museo del Prado, Madrid.
- Retrato de Diego de Covarrubias y Leiva, 1574, en el Museo del Greco, Toledo.
- Las hijas de Felipe II, c. 1575, Museo del Prado, Madrid.
- El príncipe don Diego de Austria, hijo de Felipe II, 1577, Museo Liechtenstein de Viena.
- Infantes don Diego y don Felipe, 1579, Monasterio de las Descalzas Reales, Madrid.
- Retrato de la infanta Isabel Clara Eugenia, c. 1579, Museo del Prado, Madrid.
- San Sebastián entre san Bernardo y san Francisco (pintura de altar), 1582, Museo del Prado, Madrid.
- Retablo y sarga de la iglesia de San Eutropio de El Espinar, Segovia.
- Ana de Austria, Museo Lázaro Galdiano, Madrid.
- Retrato de Antonio de Cabezón, desaparecido en el incendio del Real Alcázar de Madrid en 1734.

## Galería

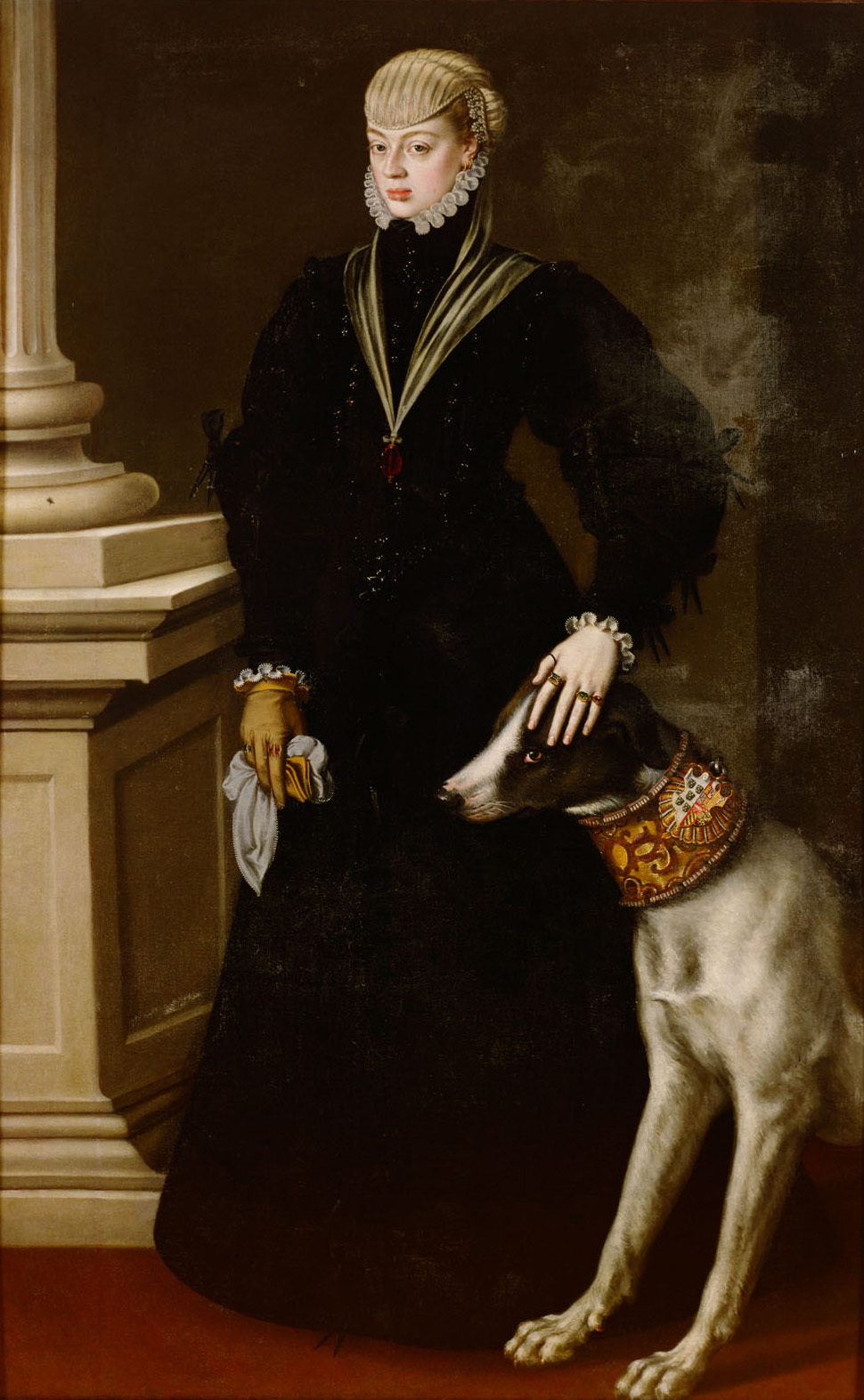
Retrato de Juana de Austria, 1557. Kunsthistorisches Museum, Viena.
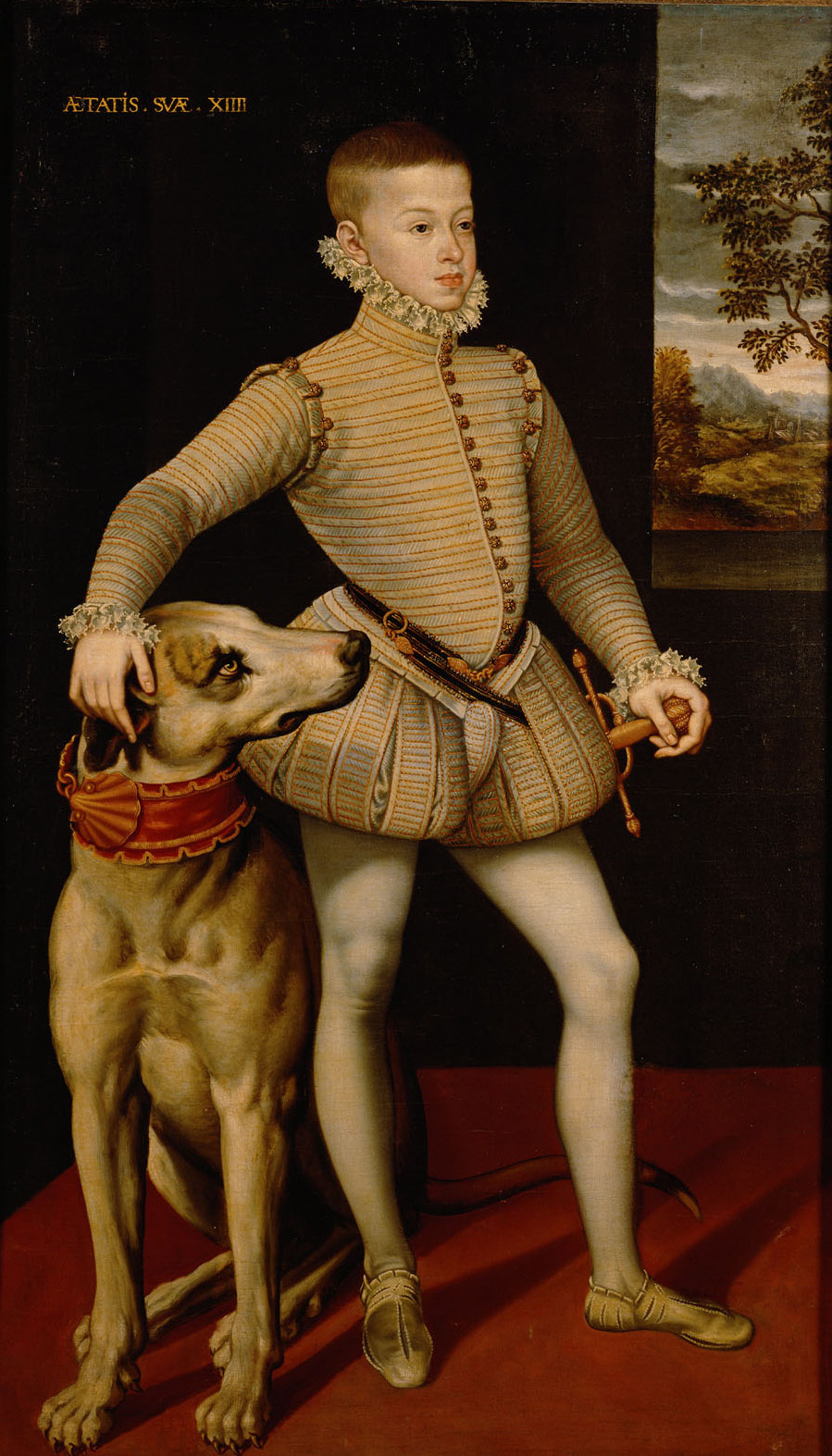
Retrato de Alberto de Austria, c.1573. Castillo de Ambras, Innsbruck.
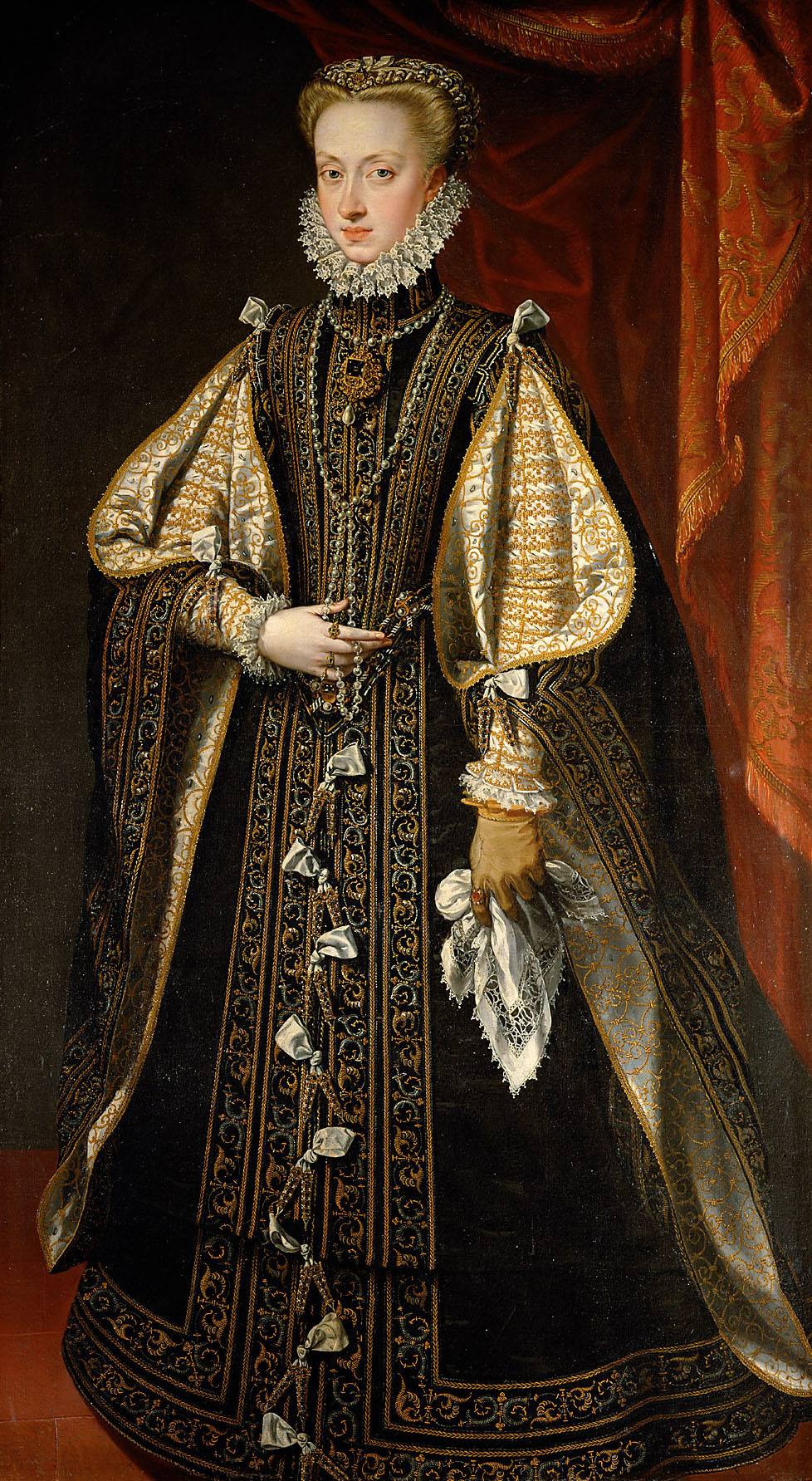
Retrato de Ana de Austria, 1571. Kunsthistorisches Museum, Viena.
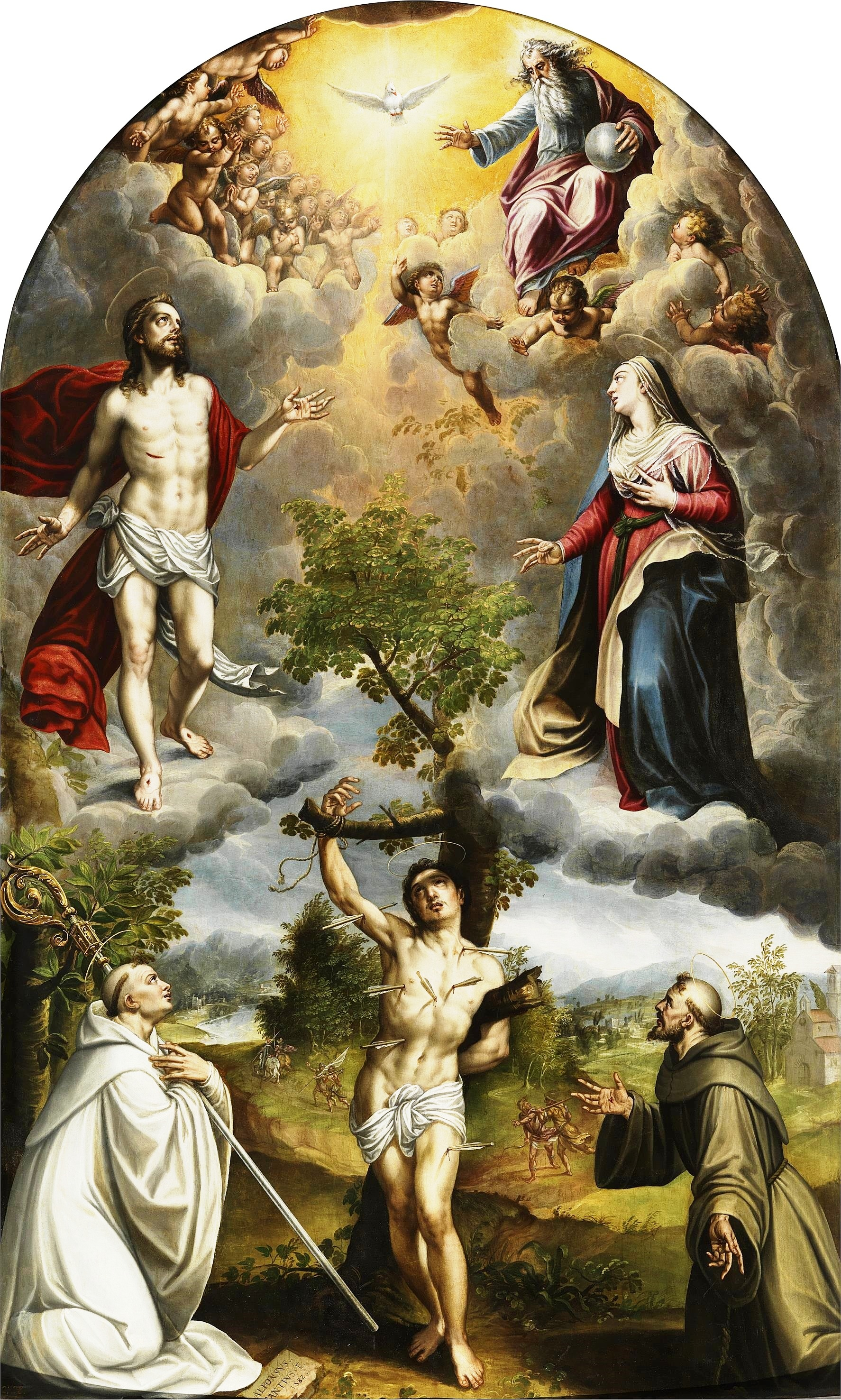
San Sebastián entre San Bernardo y San Francisco, 1582. Museo del Prado.
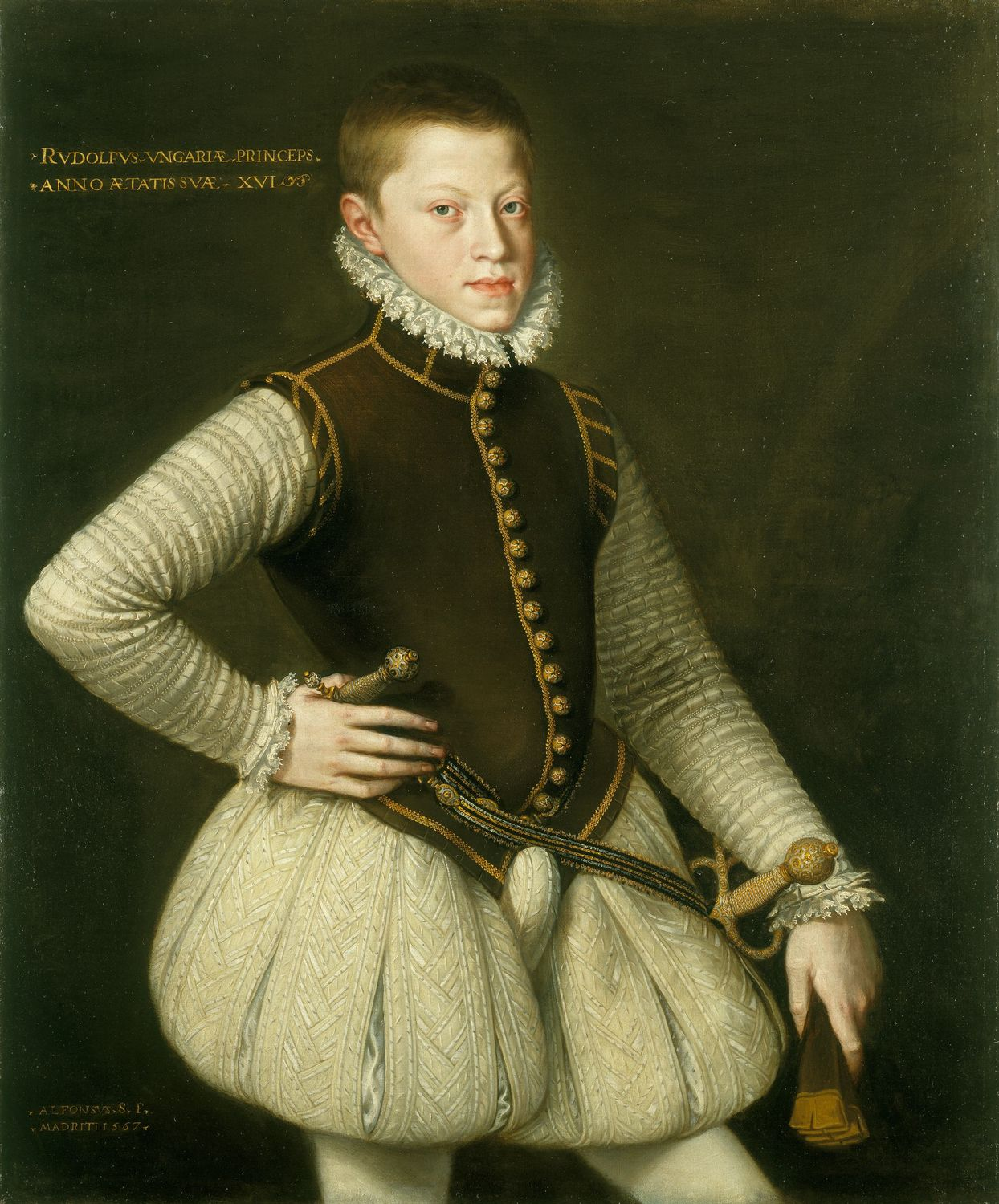
Retrato de Rodolfo II de Habsburgo como un joven archiduque, 1567. Royal Collection.